# حملة سياسية

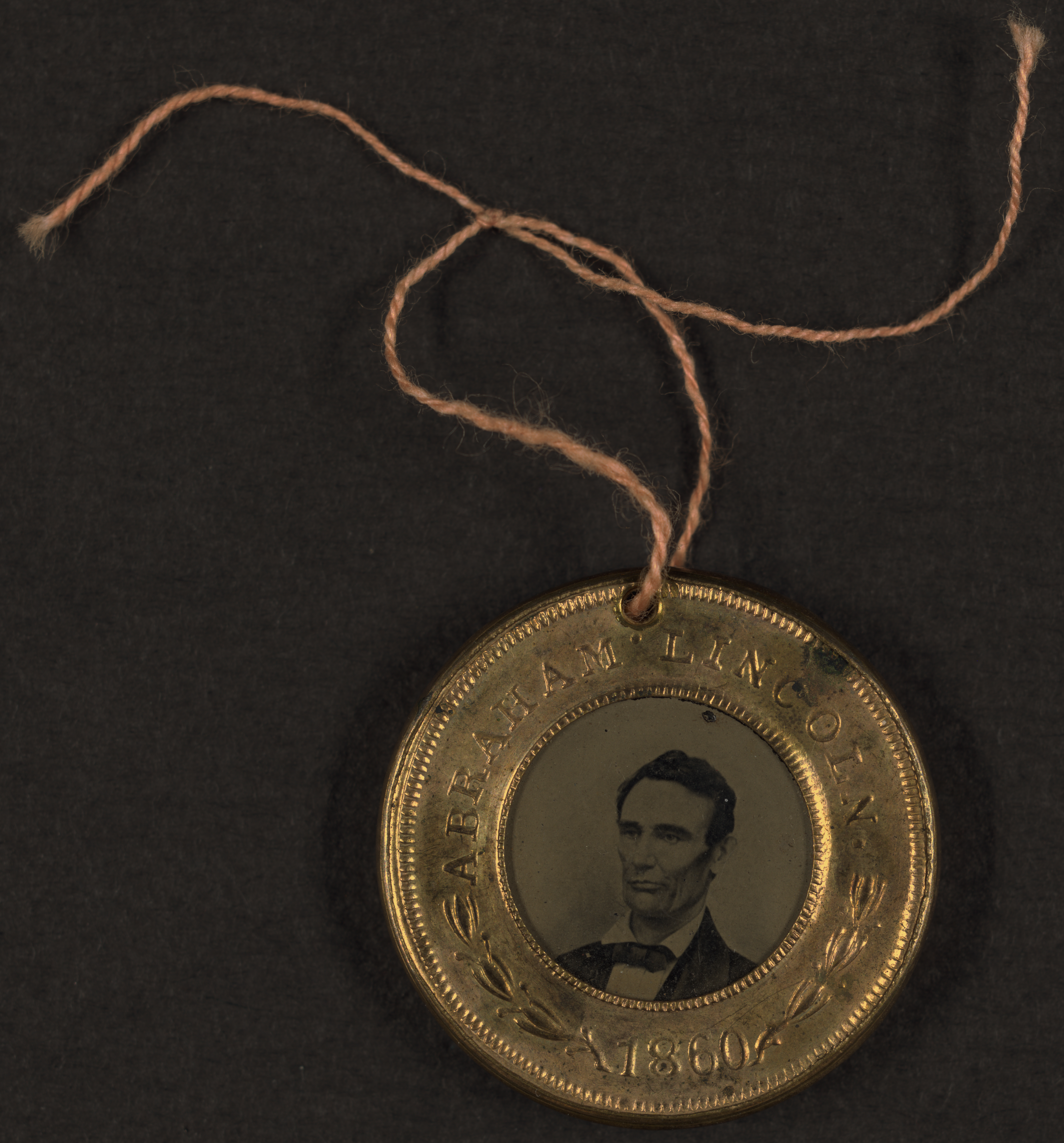

الحملة السياسية (بالإنجليزية: Political campaign)‏ هي جهد منظم يسعى إلى التأثير على عملية صناعة القرار داخل مجموعة معينة. في الأنظمة الديمقراطية، غالبًا ما تشير الحملات السياسية إلى الحملات الانتخابية التي يجري من خلالها اختيار الممثلين (النوّاب) أو تحديد الاستفتاءات العامة. في السياسة الحديثة، تركز معظم الحملات السياسية البارزة على الانتخابات العامة والمرشحين لرئاسة الدولة أو رئاسة الحكومة، وغالبًا لمنصب الرئيس أو رئيس الوزراء.

## رسالة الحملة

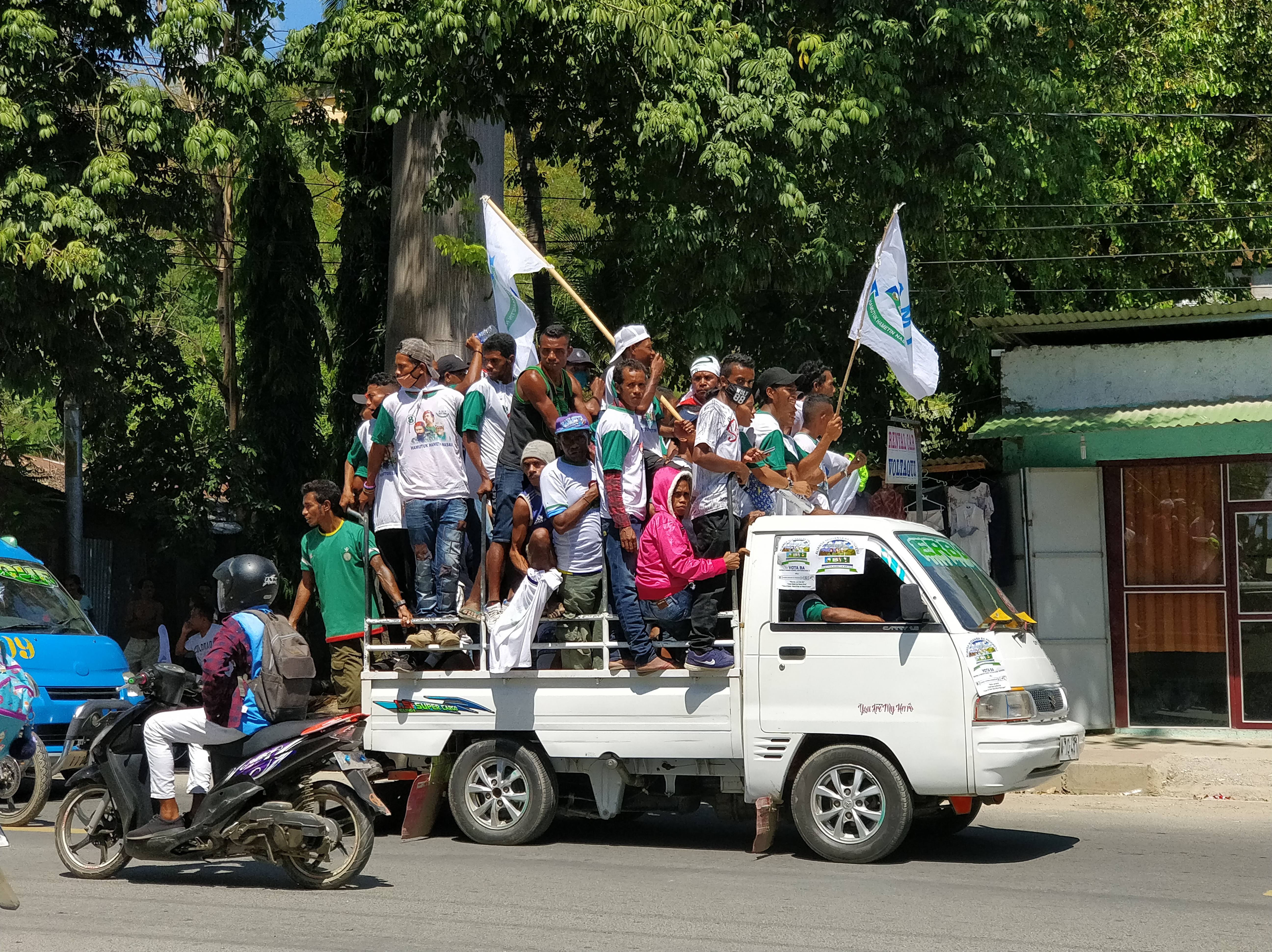
أنصار AMP خلال مسيرة في شارع باليد، ديلي، تيمور الشرقية

تتضمن رسالة الحملة الأفكار التي يريد المرشحون مشاركتها مع الناخبين. هدفها كسب دعم وتأييد الأفراد الموالين لأفكارهم عند الترشح لمنصب سياسي معيّن. تتكون الرسالة غالبًا من عدة نقاط حوار حول قضايا سياسية. تلخص هذه النقاط الأفكار الرئيسية للحملة وتتكرر باستمرار بهدف خلق انطباع دائم لدى الناخبين. يحاول حزب المعارضة بالمقابل تحييد المرشح عن «الرسالة» عن طريق طرح أسئلة سياسية أو شخصية لا تتعلق بنقاط الحوار. تفضل معظم الحملات الإبقاء على الرسالة واسعة النطاق لجذب أكبر قدر ممكن من الناخبين. إذ يمكن للرسالة المحددة جدًا أن تنفر الناخبين أو تبطئ المرشح نتيجة الحاجة لشرح التفاصيل. على سبيل المثال، في الانتخابات الرئاسية الأمريكية لعام 2008، لجأ جون ماكين لرسالة ركزت في الأصل على وطنيته وتجربته السياسية: «البلد أولاً»؛ في وقت لاحق جرى تغيير الرسالة لتحويل الانتباه إلى دوره باسم «المتمرد الأصل» داخل المؤسسة السياسية. في حين ركز باراك أوباما على رسالة بسيطة ومتناسقة بعنوان «التغيير» طوال حملته الانتخابية. ومع ذلك، حتى لو أُعِدّت الرسالة بعناية، فإنها لا تضمن فوز المرشح في الانتخابات. بالنسبة للمرشح الفائز، تُنقّح الرسالة ثم يتبناها عند استلامه المنصب.

## تمويل الحملة
تتضمن أساليب جمع التبرعات اتصال المرشح أو مقابلته لكبار المانحين والمتبرعين، وإرسال التماسات شخصية عبر البريد المباشر إلى المانحين الصغار، ومجاملة مجموعات المصالح التي يمكن أن تنتهي بإنفاق تلك المجموعات الملايين على السباق الانتخابي إذا كان ذلك يصبّ ضمن مصالحها.

## المنظمة الانتخابية
ضمن أي حملة سياسية حديثة، تضم منظمة الحملة الانتخابية أو «الآلة الانتخابية» هيكلًا متماسكًا من الموظفين بشكل مشابه لأي مؤسسة من نفس الحجم.

### مدير الحملة
عادةً ما تتطلب الحملات الناجحة تعيين مدير للحملة يتولى تنسيق عملياتها. بعيدًا عن المرشح الرئيسي، فإنهم غالبًا ما يمثّلون أبرز قادة الحملة. قد يكون مديرو الحملات الحديثة مهتمين بتنفيذ الاستراتيجية بدلاً من وضعها خاصةً إذا كان كبار الاستراتيجيين عادةً خارج نطاق المستشارين السياسيين مثل منظمي الاستفتاءات والمستشارين الإعلاميين في المقام الأول.

### المستشارون السياسيون
يرشد المستشارون السياسيون الحملات بجميع أنشطتها فعليًا، من عملية البحث إلى الاستراتيجية الميدانية. يجري المستشارون استقصاءات حول المرشحين وأخرى حول الناخبين، واستقصاءات حول المعارضة لمرشحهم.

### الناشطون
الناشطون هم «الجنود المشاة» الموالون للقضية، المؤمنون الحقيقيون الذين يدفعون بالسباق الانتخابي عبر الحملات التطوعية. يمكن أن يشارك هؤلاء المتطوعون والمتدربون في أنشطة مثل استقطاب أصوات الناخبين من باب إلى آخر وإجراء مكالمات هاتفية نيابة عن الحملات.

## الأساليب
على فريق الحملة (الذي قد يكون صغيراً كفرد واحد مُلهَم أو مجموعة كبيرة من المحترفين) أن ينظروا في كيفية توصيل رسالة الحملة وتجنيد المتطوعين وجمع الأموال. تستند إعلانات الحملات إلى أساليب الإعلان والدعاية التجارية والبروباغندا الإعلامية، وكذلك الترفيه والعلاقات العامة، وهو مزيج يطلق عليه اسم «الترفيه السياسي». تُعد السبل المتاحة للحملات السياسية عند توزيع رسائلها مقيدة بالقانون والموارد المتاحة وخيال المشاركين في الحملات. غالبًا ما تُدمَج هذه التقنيات ضمن إستراتيجية رسمية تُعرف بخطة الحملة. تأخذ الخطة في الحسبان هدف الحملة ورسالتها والجمهور المستهدف والموارد المتاحة. تسعى الحملة عادةً إلى تمييز المؤيدين بالتزامن مع نشر رسالتها. كانت طريقة الحملات الحديثة المفتوحة رائدة من قبل آرون بور أثناء الانتخابات الرئاسية الأمريكية عام 1800.

### شبكة اتصالات الحملة
يشير مصطلح شبكة اتصالات الحملة الانتخابية إلى قنوات الاتصال التي يسيطر عليها الحزب كالدعاية السياسية، وقنوات الاتصال التي لا يسيطر عليها الحزب كالتغطية الإعلامية للانتخابات.

### الدعاية السياسية
يشير مصطلح الدعاية السياسة إلى استخدام وسائل الإعلام المدفوعة (الصحف، الإذاعة، التلفزيون، إلخ) للتأثير على القرارات المتخذة لصالح ومن قبل مجموعات الناخبين. تُصمَّم هذه الإعلانات من قبل المستشارين السياسيين وموظفي الحملة.

### التكنولوجيا الحديثةوالإنترنت
يُعد الإنترنت حاليًا عنصرًا أساسيًا في الحملات السياسية الحديثة. إذ تتيح تقنيات الاتصال مثل البريد الإلكتروني ومواقع الويب والتدوين الصوتي (البودكاست) لأشكال مختلفة من الأنشطة عبر الإنترنت إمكانية وصول أسرع عبر حركات المواطنين وتوصيل رسالة إلى جمهور كبير. تُستخدم تقنيات الإنترنت هذه في جمع التبرعات المرتبطة بالقضية، وكسب التأييد، والعمل التطوعي، وبناء المجتمع، والتنظيم. يستخدم المرشحون السياسيون المستقلون وسيلة الإنترنت أيضًا للترويج لحملتهم الانتخابية. في دراسة عن الحملات الانتخابية النرويجية، ذكر السياسيون أنهم استخدموا وسائل التواصل الاجتماعي للتسويق والحوار مع الناخبين. إذ شكّل موقع فيسبوك المنصة الأساسية للتسويق واستُخدِم موقع تويتر للحوار المستمر.
بالنظر إلى أهمية الحملات السياسية عبر الإنترنت، عوّلت الحملة الرئاسية لباراك أوباما بشكل كبير على وسائل التواصل الاجتماعي، وعملية تحسين محرك البحث (سيو) وقنوات الإعلام الجديد لإشراك الناخبين، وتجنيد المتطوعين، وجمع التمويل للحملة. أبرزت حملة أوباما أهمية استخدام الإنترنت في الحملات السياسية حديثة العهد عبر استخدام أشكال مختلفة من وسائل التواصل الاجتماعي ووسائل الإعلام الجديدة (بما في ذلك فيسبوك ويوتيوب ومحرك البحث الاجتماعي المخصص) بهدف الوصول إلى الفئات السكانية المستهدفة الجديدة. استخدم موقع الويب الاجتماعي للحملة my.BarackObama.com طريقة منخفضة التكلفة وفعالة لحشد الناخبين وزيادة المشاركة بين مختلف فئات الناخبين. حققت هذه الوسائط الجديدة نجاحًا باهرًا في الوصول إلى فئات الأفراد الأصغر سنًا مع مساعدة جميع الأفراد على تنظيم وتعزيز الحراك.
حاليًا، أخذت الحملة الانتخابية عبر الإنترنت بعدًا جديدًا، إذ يمكن مشاركة معلومات الحملة كصيغة نص منسق (RTF) عبر صفحات الاستقبال للحملة، ودمج مقتطفات غوغل المنسقة، والبيانات المنظمة والرسوم البيانية المفتوحة للوسائط الاجتماعية ومِنصّات الحوار الانتخابي (الهاستنغ) التي تدعم صِيَغ ملفات اليوتيوب مثل برنامج سَبريب sbv (SubRip)، srt (ترجمة التسجيل الأصلي)، vtt (تتبع نص الفيديو)، إذ سيشكل التكامل الخوارزمي الفعال ذو الكفاءة العالية العامل الأساسي ضمن إطار العمل. يتيح هذا التكامل التكنولوجي إيصال معلومات الحملة إلى جمهور واسع في غضون ثوانٍ معدودة. إذ جرى اختباره وتطبيقه بنجاح في عام 2015 في سياق انتخابات بلدة أوريكارا في ولاية كيرالا الهندية. كان ماركوس جيافاني، مستشار الوسائط الاجتماعية ومطور تقنية بلوكشين (سلسة الكتل) والمعارض الذي احتل المركز الثاني في انتخابات عام 2015، أول من تقدم بالترشح لانتخابات عام 2019. يستخدم ماركوس جيافاني خوارزميات متقدمة وتقنية الذكاء الاصطناعي والتوقعات الصوتية المفهرسة في منافسته ضمن الحملات.

### منصة الحوار (الهاستنغ)
الهاستنغ أو الهاستنغز (بالإنجليزية: Hustings) كانت في الأساس منبرًا فعليًا يطرح الممثلون من خلاله وجهات نظرهم أو يدلون بأصواتهم أمام هيئة انتخابية برلمانية أو غيرها. يُطلق حاليًا لفظ المصطلح هذا كناية عن أي حدث خلال الحملة الانتخابية مثل المناقشات أو الكلمات الخطابية، حيث يوجد واحد أو أكثر من المرشحين الممثلين.

#### تأثير تلاعب محرك البحث (سيمي)
أصبح تأثير تلاعب محرك البحث (سيمي)، بالإضافة إلى القدرة على الوصول إلى الديموغرافية الألفية عبر وسائل التواصل الاجتماعي ومحركات البحث مكونًا مهمًا لجهود الحملة القائمة على منصات الحوار عبر الإنترنت.
من الواضح أن (سيمي) بإمكانه التأثير بشكل كبير على الناخبين غير المتحيزين وذلك حسب دراسة أجراها السيد رونالد إي. روبرتسون (كبير باحثي علماء النفس في المعهد الأمريكي للبحوث السلوكية والتكنولوجيا، ورئيس التحرير السابق لمجلة «سيكولوجي توداي»).